# Фуэртевентура
Фуэртевентура (исп. Fuerteventura) — один из островов Канарского архипелага; главный город — Пуэрто-дель-Росарио. В административном отношении относится к провинции Лас-Пальмас. Название происходит от испанских слов fuerte — крепкий, надёжный и ventura — удача, счастье.

## География

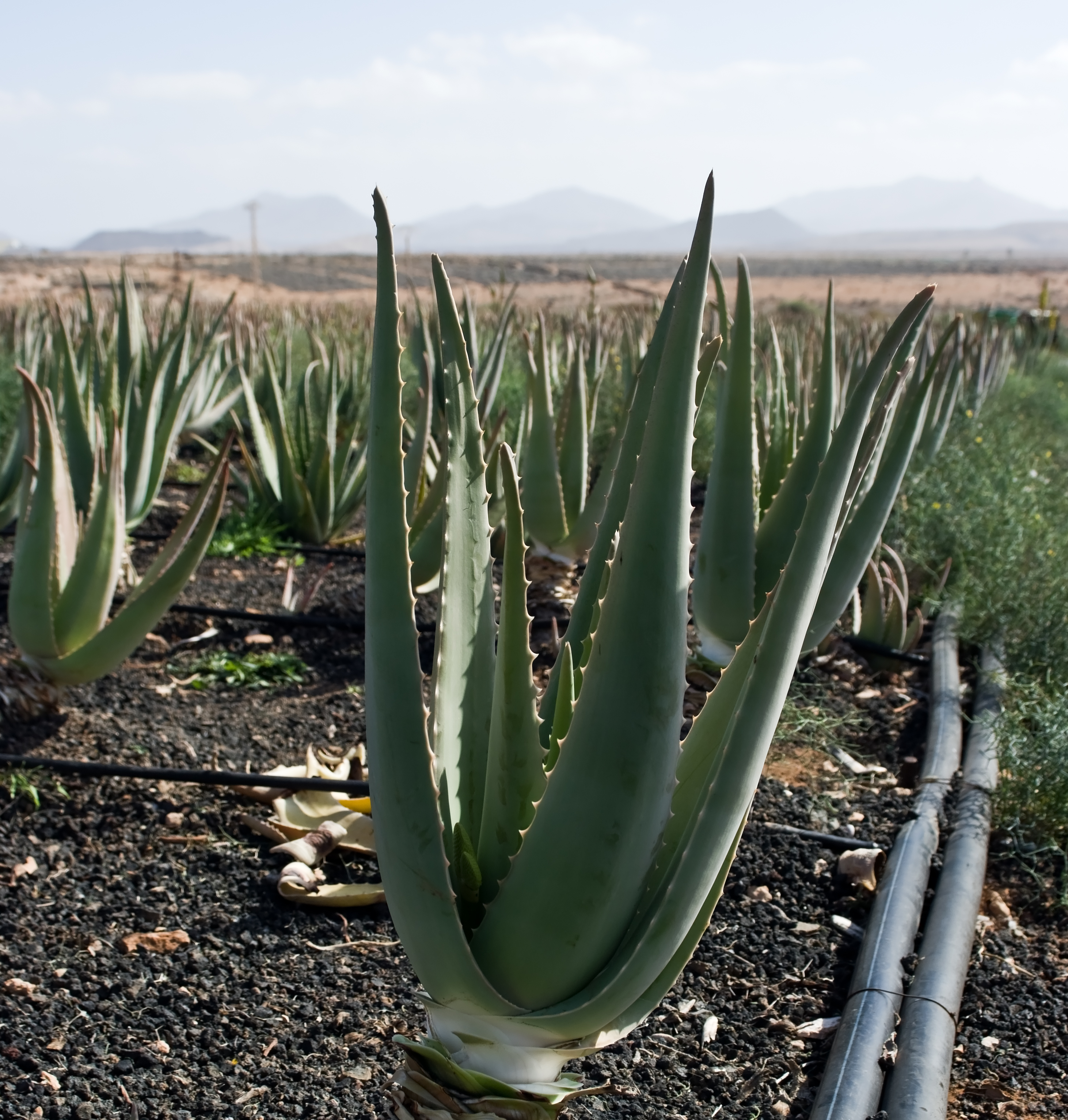
Плантация Алоэ настоящее|алоэ настоящего (Aloe vera) на Фуэртевентуре

Фуэртевентура — остров вулканического происхождения, входящий в состав Канарского архипелага, омываемого водами Атлантического океана. Остров Фуэртевентура, расположенный в 100 км от побережья Африки, является вторым по величине после Тенерифе и имеет самые протяжённые пляжи во всем архипелаге. Он считается также одним из старейших Канарских островов, возникшим около 20 миллионов лет назад. Остров Фуэртевентура имеет вытянутую форму и занимает площадь 1659,74 км², протянувшись на 100 км в длину и 31 км в ширину. Наивысшая точка — 807 м. Его необыкновенная форма была образована в результате серии вулканических извержений, произошедших много тысяч лет назад.
Как и на других Канарских островах, здесь нет ядовитых змей и насекомых, не водятся опасные для человека млекопитающие.
Фуэртевентура — остров с низким ландшафтом. Высота горных хребтов не превышает 1000 м, поэтому они не способны задерживать облака. На острове нет отчетливо различимых климатических зон (как на Тенерифе и Гран-Канарии), а дождь — явление очень редкое.

## История
С незапамятных времён Фуэртевентуру населяло племя махореров, родственное гуанчам острова Тенерифе. В самом начале XV века остров был разделён на два королевства: Махората (Maxorata) на севере и Хандия (Jandía) на юге, разделённые каменной стеной. В Махорате царствовал Гуизе (Guize), в Хандии - Айозе (Ayose). В январе 1405 года остров завоевал французский норманн Жан де Бетанкур, провозгласивший себя ещё в мае 1402 года королём Канарии и основавший в 1404 году в центре Фуэртевентуры город Бетанкурия. При Бетанкуре были крещены махорерские короли Гуизе и Айозе. В дальнейшем Жан де Бетанкур счёл за лучшее уступить все завоёванные и незавоёванные острова Канарского архипелага кастильскому королю Энрике III, выговорив для себя пожизненное губернаторство. Преемником Бетанкура-завоевателя на губернаторском посту (ещё при его жизни) стал его племянник Масио де Бетанкур. Брак последнего с махорерской девушкой оказался чрезвычайно плодовитым: его потомки проживают почти на всех Канарских островах, а также в Азории, Венесуэле и Бразилии.
При испанской власти многие махореры были обращены в рабство. В письме кастильскому наместнику Фуэртевентуры (1462) папа Пий II сурово осудил обращение коренного населения в рабство.
В 1539 г. берберские пираты, незаметно причалив к берегу, преодолели горный хребет, вторглись в Бетанкурию и разрушили кафедральный собор.
Близ деревни Кофете находится вилла Густава Винтера, расположенная на земле, подаренной ему генералом Франко.

## Население
Плотность населения здесь самая маленькая на Канарах: почти вся центральная часть Фуэртевентуры не заселена. Современное население Фуэртевентуры испаноязычно, что является результатом многовековой политики кастильянизации. Однако ж, этническое происхождение жителей отражено в неофициальном гимне острова, который часто исполняется под гитару:

Кора защищает деревья, 

От солнца спасает сомбреро, 

А остров Фуэртевентура 

Веками хранят махореры! 

Пуэрто-дель-Росарио — административный центр острова. Раньше городок назывался Пуэрто-де-Кабрас — «Козий порт»: в соседнее ущелье водили на водопой коз. В 1956 году город был переименован.

## Транспорт
В 5 км от Пуэрто-дель-Росарио находится аэропорт, связывающий Фуэртевентуру с другими островами архипелага и континентом. Шоссе соединяет аэропорт с двумя главными курортами Фуэртевентуры: Корралехо и полуостровом Хандия, отделенным от основной части острова узким перешейком.

## Туризм
На острове популярны пляжный отдых и виндсерфинг.

## Символ Фуэртевентуры
Коза — символ острова Фуэртевентура. Козы — неотъемлемая часть пейзажа Фуэртевентуры: их на острове значительно больше, чем местных жителей.